# Adelshof (Birgitz)

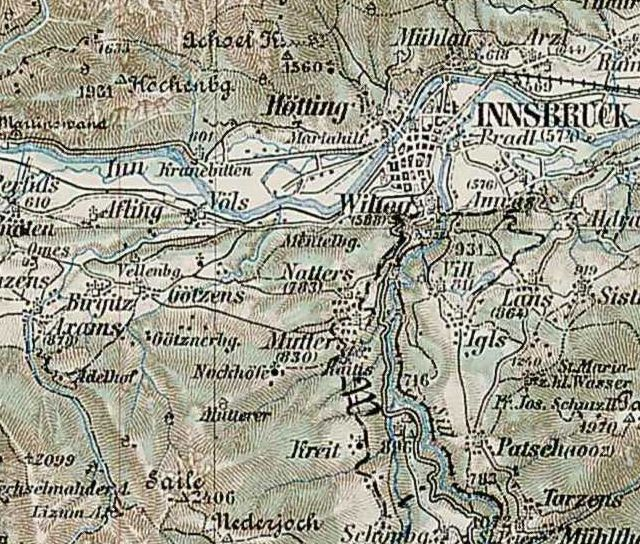
Adelhof Franzisco-Josephinische Landesaufnahme, Blatt 29–47 Bruneck, um 1900
Adelhof 1/8 von Links; 1/3 von Unten

Der Adelshof ist ein Alpengasthof in der Gemeinde Birgitz, Tirol auf halbem Wege zwischen Axams und der Axamer Lizum an der Hoadlstraße. 

## Siedlung

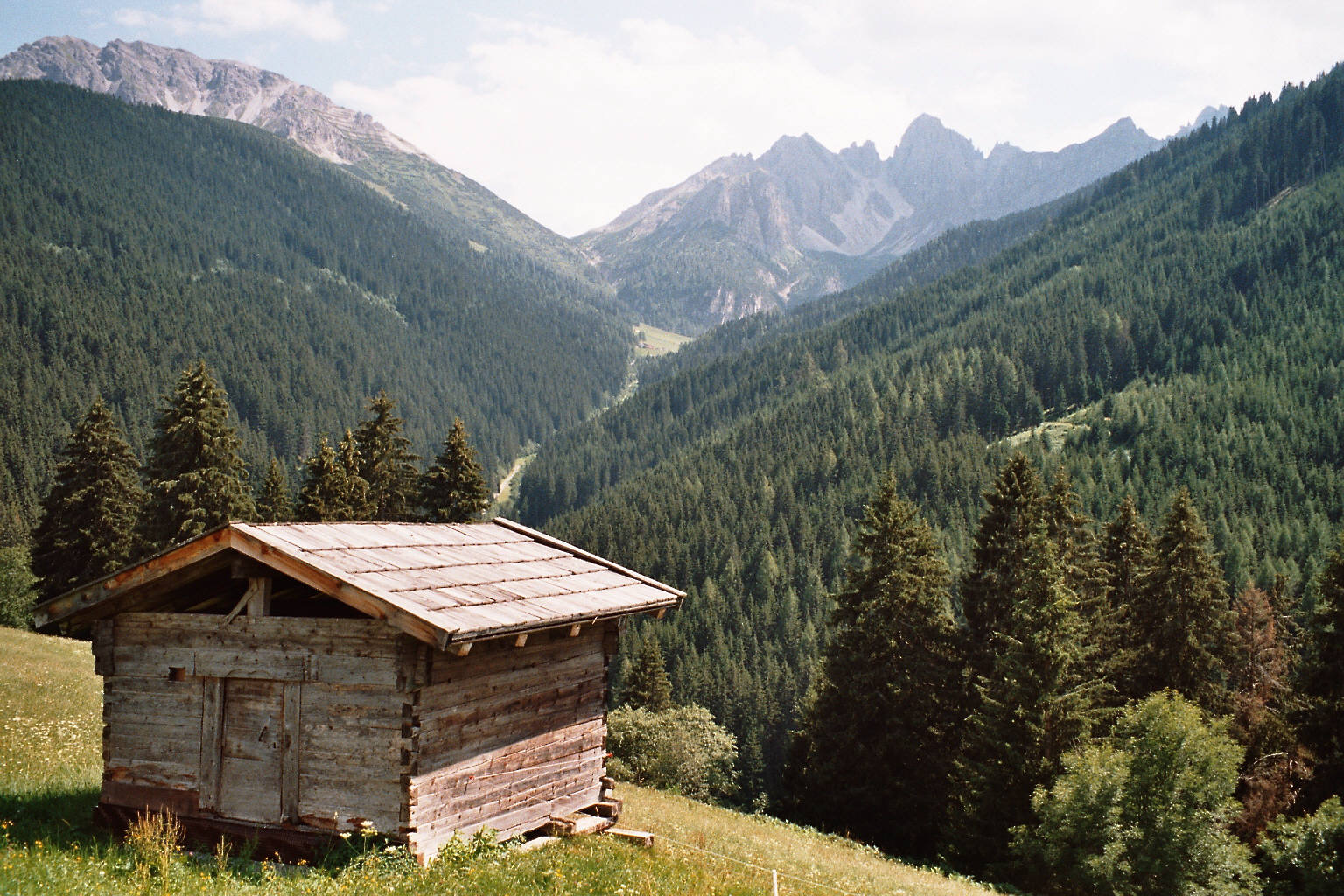
Blick vom Adelshof zur Axamer Lizum im August 2009

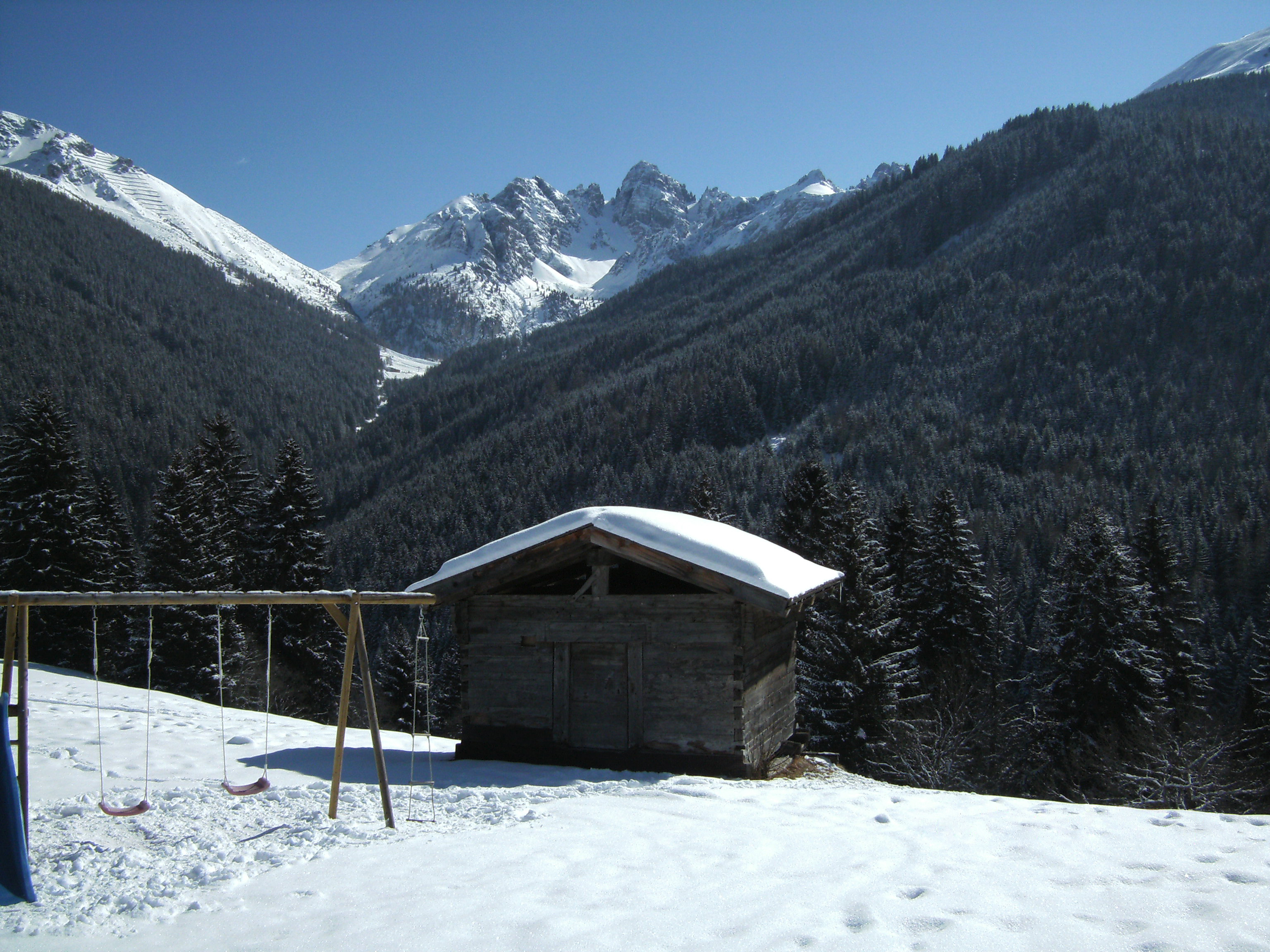
Blick vom Adelshof zur Axamer Lizum März 2010

Sie besteht aus 6 Häusern, einer Kapelle und einem Gasthaus.
Nachbarorte und -ortschaften:
| Kalkgruben (Gem. Axams) | Axams                                       |                              |
|                         | Kompassrose, die auf Nachbargemeinden zeigt | Götzener Alm (Gem. Götzens)  |
|                         | Axamer Lizum (Gem. Axams)                   | Birgitzer Alm (Gem. Birgitz) |

## Tourismus
Verschiedene Wandertouren kommen hier vorbei bzw. starten hier. Auch starten von hier verschiedene Winterrodelbahnen.

## Öffentliche Verkehrsmittel
Am Gasthaus hält der Post- bzw. Skibus  (L1, L2, 4162).

## Sonstiges
Der Hof ist seit über 300 Jahren in Familienbesitz und wurde bereits 1288 erstmals urkundlich erwähnt. Zum Hof gehört auch eine Landwirtschaft mit ca. 30 Stück Vieh, darunter das seltene Tuxer Rind, 70 bis 80 Schafe, 10 bis 15 Schweine und ein Wildgehege.